# يونيس ألبيرتس
يونيس ألبيرتس (بالإنجليزية: Eunice Alberts)‏ هي مغنية ومغنية أوبرا أمريكية، ولدت في 1927 في بوسطن في الولايات المتحدة، وتوفيت في 13 أبريل 2012.